# Octante (instrumento)

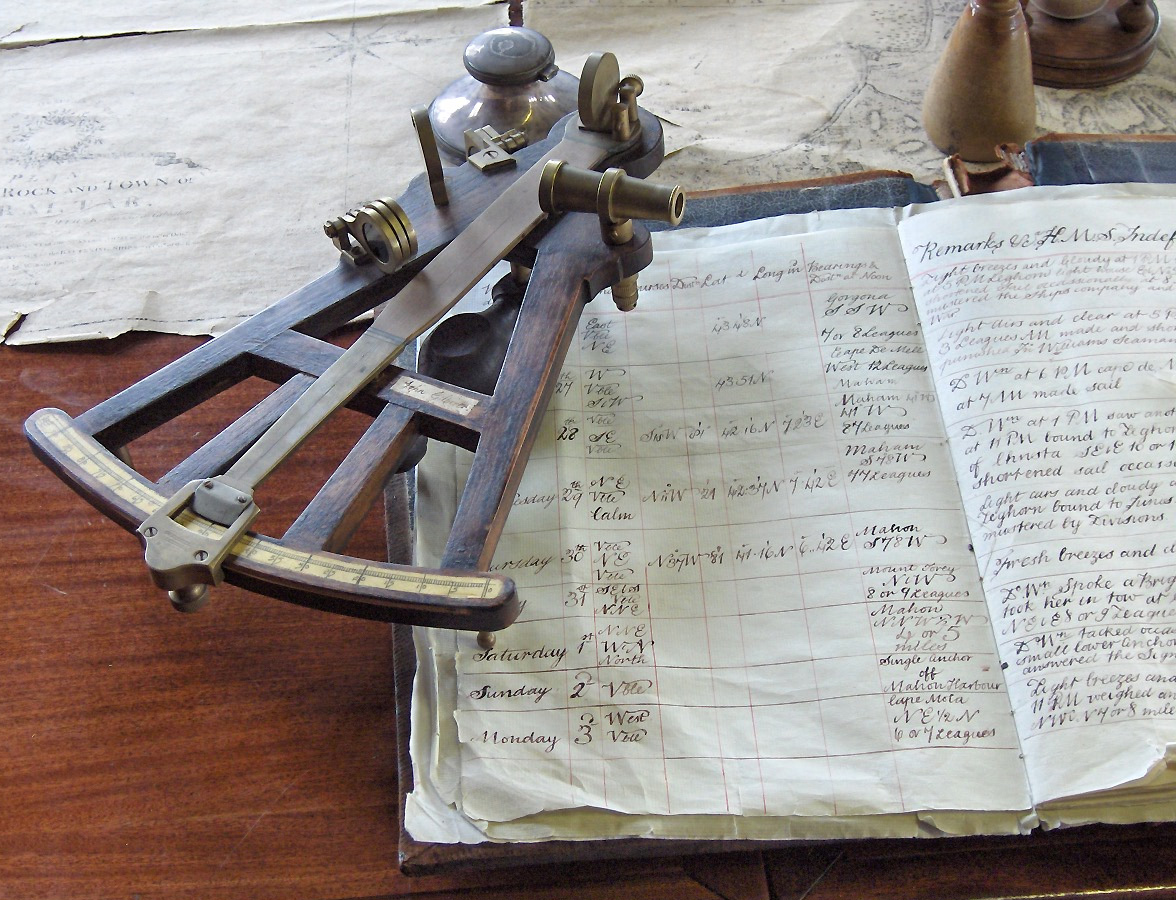
Octante junto a un cuaderno.

El octante es un instrumento de reflexión inventado por el inglés John Hadley en 1731 para observar la altura de los astros sobre el horizonte del mar. 
El arco del octante consta de cuarenta y cinco grados o una octava parte del círculo, de donde proviene su denominación. Se llama también cuadrante de reflexión y por la propiedad de ésta puede medir ángulos de noventa grados por cuya razón cada uno de los del arco está dividido en dos mitades que representan y valen dos enteros en la medida de cualquier ángulo. 
La primera idea de aplicar el principio de la reflexión a la medida de los ángulos se debe al doctor Robert Hooke en 1684. Sin embargo, su procedimiento fue modificado después por Newton, de modo que Hadley no hizo más que llevar estas ideas a la práctica. 